# Governança urbana
Governança urbana é um conceito que se refere aos conjuntos de atores estatais e não estatais  que operam nos processos de formulação e implementação de políticas urbanas. Diferentemente de abordagens tradicionais do conceito de governança que focam exclusivamente no papel do governo, o conceito de governança urbana abrange uma gama mais ampla de atores, incluindo empresas privadas, organizações da sociedade civil e movimentos sociais, reconhecendo a complexidade das interações e influências que moldam o governo das cidades. Esses atores se relacionam com laços formais ou informais em contextos institucionais específicos.
Trata-se de uma perspectiva desenvolvida por autores da corrente teórica denominada neoinstitucionalismo histórico, para os quais o conceito de governança ajuda a entender esses diferentes padrões e formas de relacionamento entre atores estatais e não-estatais, permitindo uma compreensão mais abrangente dos processos de tomada de decisão, das relações de poder e das dinâmicas sociais que influenciam o governo das cidades. 
Assim, os padrões de governança se referem a conjuntos de atores e instituições, em dados padrões de relação,  que fazem parte dos processos de produção de políticas públicas. O foco de análise se concentra na ação política e nas relações entre atores envolvidos nos processos de produção das políticas em casos específicos e na forma com que fazem valer sua influência. 

## Desenvolvimento do conceito
O conceito de governança ganhou destaque na literatura internacional a partir da década de 1990, com autores como Roderick Rhodes (1996) e Gerry Stoker (1998), explorando suas diferentes dimensões e aplicações. O conceito foi utilizado para iluminar uma ampla variedade de temas e tem sido considerado como uma estrutura (de regras e instituições), como processos (ou maneiras de produzir políticas), como um mecanismo (para forjar cooperação ou reduzir custos de transação, por exemplo) e também como uma estratégia de ação.
Rhodes (1996) argumenta que o termo governança teve seis usos na literatura internacional: Estado mínimo, governança corporativa, nova gestão pública (New Public Management), boa governança, sistemas sociocibernéticos e redes auto-organizadas. O termo teria surgido a partir de diagnósticos de falhas do Estado que apontavam para uma novidade, algo a ser construído por políticas específicas para reformar o aparelho do Estado, possibilitando melhores políticas com menos governo. Muitas dessas visões foram influenciadas por uma visão negativa do Estado, sobretudo pela escola de pensamento da nova gestão pública (New Public Management) a partir dos anos de 1970 em países ocidentais. A disseminação desse conceito foi feita em grande medida por meio de organizações multilaterais, como Banco Mundial (World Bank) e Organização para a Cooperação e Desenvolvimento Econômico (OCDE). Apesar dos limites de influência sobre o desenho institucional dos Estados e das políticas públicas, que não estavam no alcance dessas instituições, a ideia de governança permitia influenciar as estruturas e capacidades de governo em cooperações que visavam promover ajustes estruturais em países pobres por meio de regras condicionantes para empréstimos e parcerias. 
Na América Latina e no Brasil, o termo governança tem sido utilizado com diferentes significados e interpretações, refletindo as particularidades dos contextos políticos e sociais da região.
Algumas abordagens têm utilizado o termo governança como metáfora de governo, referindo-se à capacidade do Estado de implementar políticas públicas e alcançar seus objetivos. Outras interpretações associam a governança à gestão de políticas que apresentam forte interdependência, como em questões metropolitanas ou na gestão de recursos hídricos, enfatizando a necessidade de coordenação e cooperação entre diferentes atores e níveis de governo.
Uma terceira perspectiva tem relacionado a governança com a participação social, a democracia e o controle social, buscando fortalecer a legitimidade e a efetividade das políticas públicas por meio do envolvimento da sociedade civil nos processos de tomada de decisão, como na criação de conselhos de políticas públicas, orçamento participativo e conferências nacionais de políticas públicas específicas, como de habitação.
Paralelamente, críticas têm sido levantadas em relação a essas visões normativas e prescritivas do conceito de governança, que o associam apenas a resultados positivos, como eficiência, democracia e horizontalidade. Essas abordagens podem obscurecer as complexas relações de poder e os conflitos de interesse que permeiam os processos de governança urbana, além de negligenciar os aspectos informais e até mesmo ilegais que podem influenciar as políticas públicas.
Em contraposição a essas visões, Eduardo Marques (2013) propõe uma definição alternativa de governança urbana, baseada nos trabalhos de Stoker (1998) e Le Galès (2011). Essa perspectiva dá ênfase na consideração dos atores estatais e não-estatais, os laços formais e informais que os conectam, e os contextos institucionais específicos em que operam. Essa abordagem busca superar as limitações das visões normativas, permitindo uma análise mais abrangente para compreender as dinâmicas de governança urbana.
A partir desse ponto de vista, o conceito de governança urbana oferece uma perspectiva interessante para a compreensão articulada das dinâmicas políticas e sociais que moldam as cidades contemporâneas. Ao reconhecer a diversidade de atores, instituições, redes de relações e processos envolvidos na governança urbana, é possível analisar de forma mais abrangente quais os processos que produzem as políticas públicas que tem impactos sobre a vida dos cidadãos.
A produção de estudos comparativos sobre diferentes cidades e políticas é fundamental para aprofundar o conhecimento sobre os padrões de governança urbana e seus impactos. Ao analisar as especificidades de cada caso em termos de legados históricos, espaços, instituições e atores, é possível formular interpretações mais amplas e contribuir para a compreensão de como se dá a produção de políticas urbanas.

## Elementos da Governança Urbana
A governança urbana é um fenômeno complexo e multifacetado, que envolve uma série de elementos inter-relacionados. Entre os principais elementos que moldam a governança urbana, destacam-se os atores, as instituições, as redes de relações e os processos nos quais estão envolvidos.

### Atores
A governança urbana envolve uma diversidade de atores, cada um com seus próprios interesses, recursos e capacidades. Entre os atores mais relevantes, destacam-se as burocracias e agências estatais, que são responsáveis pela formulação e implementação de políticas públicas; os políticos e partidos políticos, que exercem influência sobre as decisões governamentais; as empresas privadas, que atuam em diferentes setores da economia urbana, mas especialmente os capitais do urbano; e os movimentos sociais e organizações da sociedade civil, que buscam defender os interesses de diferentes grupos sociais e promover a participação cidadã nos processos de governança das diferentes políticas públicas.

### Instituições
As instituições são as regras do jogo que estruturam as interações entre os atores e moldam os resultados da governança urbana. As instituições podem ser formais, como leis, regulamentos e políticas públicas, ou informais, como normas sociais, valores culturais e práticas consuetudinárias. Elas são produtoras de enquadramento para as possibilidades de ação dos atores, influenciando a distribuição de recursos entre eles, os resultados, as estratégias, as preferências, as demandas e as necessidades. Elas funcionam como filtros, distribuindo recursos, oportunidades e acessos diferentes entre os atores. Elas definem quais são as principais arenas para conflitos, alianças e negociações políticas, que no caso brasileiro, são sobretudo as agências estatais e as comunidades políticas (e suas redes). Em nível mais geral, o federalismo e o presidencialismo de coalizão são instituições políticas que também exercem um impacto significativo sobre a governança urbana, influenciando a distribuição de poder entre os diferentes níveis de governo e a formação de coalizões políticas.

### Redes de relações
As redes de relações são os padrões de interação e colaboração entre os atores da governança urbana. Essas redes podem ser formais, como contratos e acordos de cooperação, ou informais, como laços de amizade, confiança e reciprocidade. As redes de relações desempenham um papel crucial na governança urbana, estruturando a troca de informações, a coordenação de ações e as disputas, conflitos, alianças e resoluções de problemas.
As redes sociais constituem, igualmente, a base das interações entre as esferas pública e privada, evidenciando a permeabilidade do Estado. Marques aponta que "O tecido relacional do Estado é composto por uma sobreposição de redes temáticas de comunidades conectadas, incluindo técnicos ou burocracias do Estado, pessoas que demandam políticas, contratantes e políticos e funcionários que ocupam cargos eleitos ou designados. (...) O tecido relacional do Estado constrói, assim, continuidades que estruturam influências, alianças e oposições políticas e dá acesso desigual aos instrumentos de poder a determinados atores". Esse fenômeno se explica pelo fato de que pessoas, organizações e empresas — tanto inseridas quanto externas ao aparato estatal — estão interligadas por múltiplos tipos de vínculos, que podem ser planejados ou não, formados ao longo das experiências e trajetórias sociais dos indivíduos. Assim, "a estrutura desse tecido relacional resulta em disputas políticas polarizadas por grupos associados aos grupos políticos detentores do poder institucional".

### Processos
Os processos são as sequências de ações e atividades que levam à tomada de decisões e à implementação de políticas públicas na governança urbana. Esses processos podem ser formais, como o processo legislativo ou o processo de planejamento urbano, ou informais, como a negociação política ou a influência de grupos de interesse. Os processos políticos envolvem atores, interesses, conflitos, disputas, alianças e estratégias. Nesse sentido, os processos de governança urbana são frequentemente marcados por conflitos de interesse, assimetrias de poder e incertezas, o que torna essencial a análise das dinâmicas políticas e sociais que os moldam.

## Padrões por tipos de política
Os padrões de governança urbana podem variar significativamente de acordo com o tipo de política em questão. Marques (2013) identifica quatro padrões de governança distintos nas políticas urbanas voltadas para a produção do ambiente construído no Brasil:

### Políticas de infraestrutura
Este padrão é caracterizado pela atuação de grandes agências e empresas estatais, que detêm um alto grau de autonomia e controle sobre os processos de tomada de decisão. O controle externo é relativamente baixo, e as decisões são frequentemente baseadas em critérios técnicos, com pouca participação da sociedade civil.

### Serviços urbanos
Neste padrão, a prestação de serviços urbanos, como transporte público e coleta de lixo, é frequentemente terceirizada para empresas privadas, que são contratadas pelo governo local. A regulação desses serviços é um desafio importante, e a participação dos usuários é fundamental para garantir a qualidade e a eficiência dos serviços.

### Grandes projetos urbanos
Este padrão envolve a implementação de projetos de grande escala, como a construção de novos bairros ou a revitalização de áreas degradadas. Esses projetos frequentemente exigem exceções às regulamentações urbanísticas existentes, o que pode gerar conflitos de interesse e oportunidades para a corrupção. A influência de atores globais, como investidores estrangeiros e consultores internacionais, é frequentemente significativa nesse padrão.

### Aplicação de regulamentações
Este padrão se refere à aplicação cotidiana das regulamentações urbanísticas, como o controle do uso do solo e a aprovação de projetos de construção. A discricionariedade dos burocratas de nível de rua pode gerar oportunidades para a corrupção e o favorecimento de interesses particulares.
| Padrões de Governança           | Políticas de infraestrutura de grande porte/empresas públicas                                      | Serviços urbanos                                                                | Grandes projetos urbanos que envolvem exceções às regulamentações urbanas                                           | Aplicação de regulamentos de construção e aprovação de construção                                                                    |
| ------------------------------- | -------------------------------------------------------------------------------------------------- | ------------------------------------------------------------------------------- | --- | --- |
| Principais decisões             | Tipos e localização de obras públicas; contratos de construção                                     | Tipos de serviços; localização; contratos de prestação de serviços              | Localização; parâmetros urbanísticos; contratos de construção                                                       | Aprovação de empreendimentos, edifícios e reformas                                                                                   |
| Processo de decisão             | Muito fechado (tecnocrático com permeabilidade)                                                    | Muito fechado (tecnocrático com permeabilidade)                                 | Relativamente fechado (aprovado pelas câmaras locais)                                                               | Administrativo (discricionariedade na implementação)                                                                                 |
| Grau de Insulamento Burocrático | Alto (agências estatais)                                                                           | Baixo (departamentos)                                                           | Baixo (departamentos)                                                                                               | Baixo (departamentos) |
| Atores relevantes               | Agências estatais e burocracias; empresas de construção; principais tomadores de decisão/políticos | Burocracias; prestadores de serviços; principais tomadores de decisão/políticos | Burocracias; proprietários de terras; indústria da construção; principais tomadores de decisão/políticos            | Burocracias de nível de rua; proprietários de terras; indústria da construção; cidadãos comuns; políticos/vereadores de nível de rua |
| Relações entre atores           | Rede comunitária fortemente centrada no tecido relacional do Estado                                | Rede comunitária vagamente centrada no tecido relacional do Estado              | Rede comunitária vagamente centrada no tecido relacional do Estado e segmentada por clivagens espaciais e políticas | Conexões fragmentadas entre atores                                                                                                   |
| Legislativo/Vereadores          | Irrelevante                                                                                        | Irrelevante                                                                     | Aprovado nas câmaras locais - vereadores relevantes como indivíduos dentro das redes de políticas                   | Vereadores relevantes como indivíduos                                                                                                |
| Espaço e terra urbana           | Não muito importante, referente apenas a desapropriações legais                                    | Não muito importante.                                                           | Muito importante em termos de localização e limites, mas também considerando os efeitos no mercado de terras        | Importante, mas muito localizado em termos de interesses e efeitos                                                                   |

Fonte: Marques (2013)